# Technologue
 (janvier 2025).
Si vous disposez d'ouvrages ou d'articles de référence ou si vous connaissez des sites web de qualité traitant du thème abordé ici, merci de compléter l'article en donnant les références utiles à sa vérifiabilité et en les liant à la section « Notes et références ».
Au sens premier du terme, un technologue est un spécialiste de la technologie ou de l'étude comparative des techniques. L'influence anglophone conduit parfois à appeler « technologue » un ingénieur ou un technicien qui maîtrise un nombre limité de techniques, dans un domaine très pointu.

## En France
Un technologue était, jusqu'en 2006, un diplômé de l'École supérieure de technologie électronique ou ESTE. Il était défini par celle-ci comme étant un cadre technique, occupant une fonction le situant à la jonction entre les ingénieurs ou cadres supérieurs, et les techniciens supérieurs ou personnels opérationnels. Il possédait un diplôme homologué Niveau II, avec le titre de « Responsable en conception et développement de systèmes électroniques industriels ». Cette formation est aujourd'hui révolue. 
Aujourd'hui, à l'Université de Technologie de Compiègne, il s'agit d'un ingénieur capable de penser la technologie selon les rigueurs transversales de l'histoire des techniques, de l'épistémologie, des sciences cognitives, de l'économie, du  design,. 

## Au Canada
Un « technologue » (Au Québec) (ou technologist en anglais) ne doit pas être confondu avec un « technicien » au sens traditionnel français du terme. Le terme « technologue » désigne généralement un professionnel ayant une expertise approfondie dans un domaine technologique particulier, souvent avec une formation technique supérieure (comme un diplôme collégial ou universitaire). Contrairement au technicien, dont le rôle est souvent axé sur l'exécution et la maintenance, le technologue analyse, conçoit, améliore et applique des solutions technologiques complexes, parfois en lien étroit avec les ingénieurs.
Ce terme est apparu récemment avec la création d'emplois recourant davantage à l'application de connaissances intellectuelles dans la réalisation d'une tâche qu'à l'exécution d'un simple protocole technique. C'est le cas dans le domaine de la santé ou dans des domaines techniques dérivés du génie.
Un technologue médical au Canada (en anglais, medical technologist) correspond à un technicien de laboratoire d'analyses médicales en France.

## En Tunisie
En Tunisie, les technologues sont des enseignants universitaires.
Les études dans les instituts supérieurs des études technologiques ou ISET sont de caractère pratique et ouvertes sur l'économie. La nécessité d'avoir un taux adéquat d'encadrement des élèves exige un corps enseignant cumulant des compétences théoriques, technologiques et pédagogiques de haut niveau et une connaissance suffisante de la réalité de l'entreprise tunisienne.
C'est pour répondre à ces besoins des ISET qu'il a été décidé de créer, par les dispositions du décret no 93 - 314 du 8 février 1993, un 2e corps universitaire en parallèle avec le corps traditionnel des enseignants chercheurs, le corps des enseignants technologues, qui assurent un enseignement intégré comportant des cours théoriques, des travaux dirigés et des travaux pratiques ainsi que l'encadrement des travaux d'application et des stages en entreprise. Ils peuvent aussi participer à des programmes de formation continue, d'études, de recherche appliquée ou de transfert de technologie organisés dans le cadre de conventions conclues entre les ISET où ils exercent et les entreprises ou autres organismes publics ou privés. Ce corps comprend les grades suivants :
1. assistant technologue,
2. technologue,
3. maître technologue,
4. professeur technologue.

Les technologues n'ont en aucun fondement juridique le droit d'être embauché ou exercé leurs fonctions dans des écoles d'ingénieurs préconisées sous l'organisme du ministère de l'enseignement supérieur. 
Les assistants technologues sont recrutés, par voie de contrat, pour une période de deux ans renouvelable deux fois, parmi les candidats titulaires d'un diplôme sanctionnant cinq années d'études supérieures au moins dans les disciplines technologiques, économiques et de gestion (C.E.S.S).
Les technologues sont recrutés par voie de concours national. La création et l'organisation de ces concours sont fixées par les dispositions du décret no  2001-2590 du 9 novembre 2001.
Les maîtres technologues sont recrutés par voie de concours, sur dossier ou sur épreuves, parmi les technologues titulaires ayant six années d'expérience dans l'enseignement technologique ou dans les disciplines économiques et de gestion ou parmi les candidats justifiant d'un diplôme obtenu au terme de cinq années d'études supérieures au moins et d'une expérience professionnelle dans les domaines technologique, d'économie ou de gestion, de six années au moins, en Tunisie ou à l'étranger.
Les professeurs technologues sont nommés parmi les maîtres technologues ayant quatre années d'ancienneté dans ce grade dans une institution d'enseignement supérieur en Tunisie ou à l'étranger et justifiant de recherches et de publications scientifiques régulières depuis leur nomination dans le grade de maître technologue. Les candidats doivent présenter un dossier comportant un manuel d'enseignement et deux articles ou deux études appliquées qui n'ont pas été présentés dans des candidatures précédentes.
Agrégation et CESS
- CESS (Certificat d'études supérieures spécialisées)

Le cadre général du régime des études et les conditions d'obtention des diplômes nationaux d'études supérieures spécialisées sont fixés par les dispositions du décret no  95-2607 du 25 décembre 1995. L'arrêté du Ministre de l'Enseignement supérieur du 29 avril 1995 fixe le régime des études, des examens et des stages en vue d'obtenir le certificat des études supérieures spécialisées dans les disciplines technologiques, économiques et de gestion.
- Concours de recrutement des technologues

Le décret no  2001-2590 — surtout ses articles 20 et 21 — a modifié les modalités de recrutement des technologues. Ceux-ci sont recrutés par voie de concours, avec des épreuves écrites d'admissibilité et des épreuves orales — entretien et leçon pédagogique — devant des jurys composés de maîtres technologues, de professeurs technologues et d'universitaires. Les candidats doivent être titulaires d'un diplôme sanctionnant cinq années d'études supérieures au moins.
À côté des enseignants technologues, les ISET font appel à des enseignants de divers grades, en particulier pour les matières fondamentales comme les mathématiques, la physique, la chimie, les langues, etc.
Par ailleurs, les ISET peuvent faire appel à des professionnels du monde industriel et du secteur tertiaire, pour qu'ils assurent une partie de la formation et de l'encadrement des futurs techniciens supérieurs. L'intervention de professionnels  présente le double avantage d'enrichir l'enseignement par l'apport d'un savoir confronté à la pratique et d'établir des passerelles entre l'ISET et l'entreprise où le professionnel.

## En Mauritanie
D'après le décret N° 2006-136/PM du 11 décembre 2006, un technologue est un enseignant universitaire qui assure un enseignement dans les instituts supérieurs des études technologiques (ISET), les écoles nationales d’ingénieurs et les établissements d’enseignement supérieur similaires, et qui est chargé des enseignements théoriques, appliqués et pratiques, de l’encadrement des stages et des travaux d’application organisés par les institutions auxquelles il est affecté.
Les membres du corps des enseignants technologues concourent à l’accomplissement des missions de service public de l’enseignement supérieur et de la recherche scientifique dans leur domaine de spécialité. À cet effet ils participent à l’élaboration des programmes d’enseignement et de formation, et assurent la transmission des connaissances au titre de la formation initiale et continue. Ils assurent l’encadrement, le conseil et l’orientation des étudiants et contribuent à l’amélioration des méthodes pédagogiques. Ils ont aussi pour mission le développement de la recherche fondamentale, appliquée, pédagogique, ainsi que la valorisation de ses résultats. Ils participent au développement scientifique en liaison avec les organismes de recherche et avec les secteurs sociaux et économiques concernés.
Les enseignants technologues contribuent à la coopération entre la recherche industrielle, la recherche universitaire et l’ensemble des secteurs de production en participant à la diffusion de la culture, de l’information scientifique et technique et à l’encadrement des mémoires de fin d’études, des thèses et des travaux de terrain. Ils contribuent également au sein de la communauté scientifique et culturelle internationale à la transmission des connaissances et à la formation. Ils peuvent se voir confier des missions de coopération internationale.